# Liliaceae
Liliacées
Famille
Classification APG III (2009)
Les Liliacées (Liliaceae Juss.) sont une famille de plantes à fleurs monocotylédones, généralement à bulbes. C'était l'une des plus importantes familles selon la classification de Cronquist (1981), avec une centaine de genres. Plus récemment, en classification phylogénétique, elle comprend toujours des plantes bien connues comme les lys (ou lis), les tulipes ou les fritillaires.

## Étymologie
Le nom vient du genre Lilium issu du latin līlĭum lis, plante, fleur.

## Description
Cette famille se compose essentiellement de plantes herbacées vivaces. Géophytes d'habitats ouverts et aux saisons courtes de croissance, elles sont pourvues d'un bulbe qui produit des pousses aériennes annuelles à développement rapide et qui persistent pendant la saison défavorable sous terre. Les fleurs à floraison éphémère émettent de signaux visuels (formes et couleurs) et olfactifs (odeurs, parfums) forts pour attirer les pollinisateurs. La dispersion des graines loin du pied producteur se fait par l'utilisation du vent (anémochorie, facilitée par des expansions légères des graines ailées).
Certaines espèces de Liliacées comestibles sont aujourd'hui classées dans la famille des Amaryllidaceae, notamment l'oignon, l'ail, l’échalote, qui produisent des bulbes très appréciés en cuisine et interviennent dans de nombreuses recettes, de même que le poireau. L'asperge fait actuellement partie de la famille des Asparagaceae. Ces plantes comestibles fournissent lors de la digestion un grand nombre de fibres alimentaires (qui ne sont pas assimilées par l'intestin grêle) et nourrissent ainsi les bactéries mutualistes de notre microbiote.

## Classification
En classification classique de Cronquist (1981), la famille des Liliaceae contenait une centaine de genres.
Les recherches récentes ont fait éclater cette famille qui n'avait rien d'un groupe monophylétique. Aujourd'hui les Liliacées proprement dites ne comptent plus que quatre cent vingt espèces réparties en une dizaine de genres, et plus d'une vingtaine de sous-familles se sont vu attribuer le statut de famille.
Parmi les familles ayant reçu des genres anciennement dans la famille des Liliaceae, on trouve :
- famille des Alstroemeriaceae
- famille des Amaryllidaceae
- famille des Asparagaceae
- famille des Hyacinthaceae
- famille des Nartheciaceae
- famille des Ruscaceae
- famille des Tofieldiaceae
- famille des Xanthorrhoeaceae

Les Liliaceae contiennent désormais trois sous-familles :
- sous-famille des Calochortoideae
- sous-famille des Lilioideae
- sous-famille des Medeoloideae.

## Liste des genres

### Genres restants enclassification phylogénétique APG III (2009)[6]
Selon World Checklist of Selected Plant Families (WCSP) (4 juin 2016) :

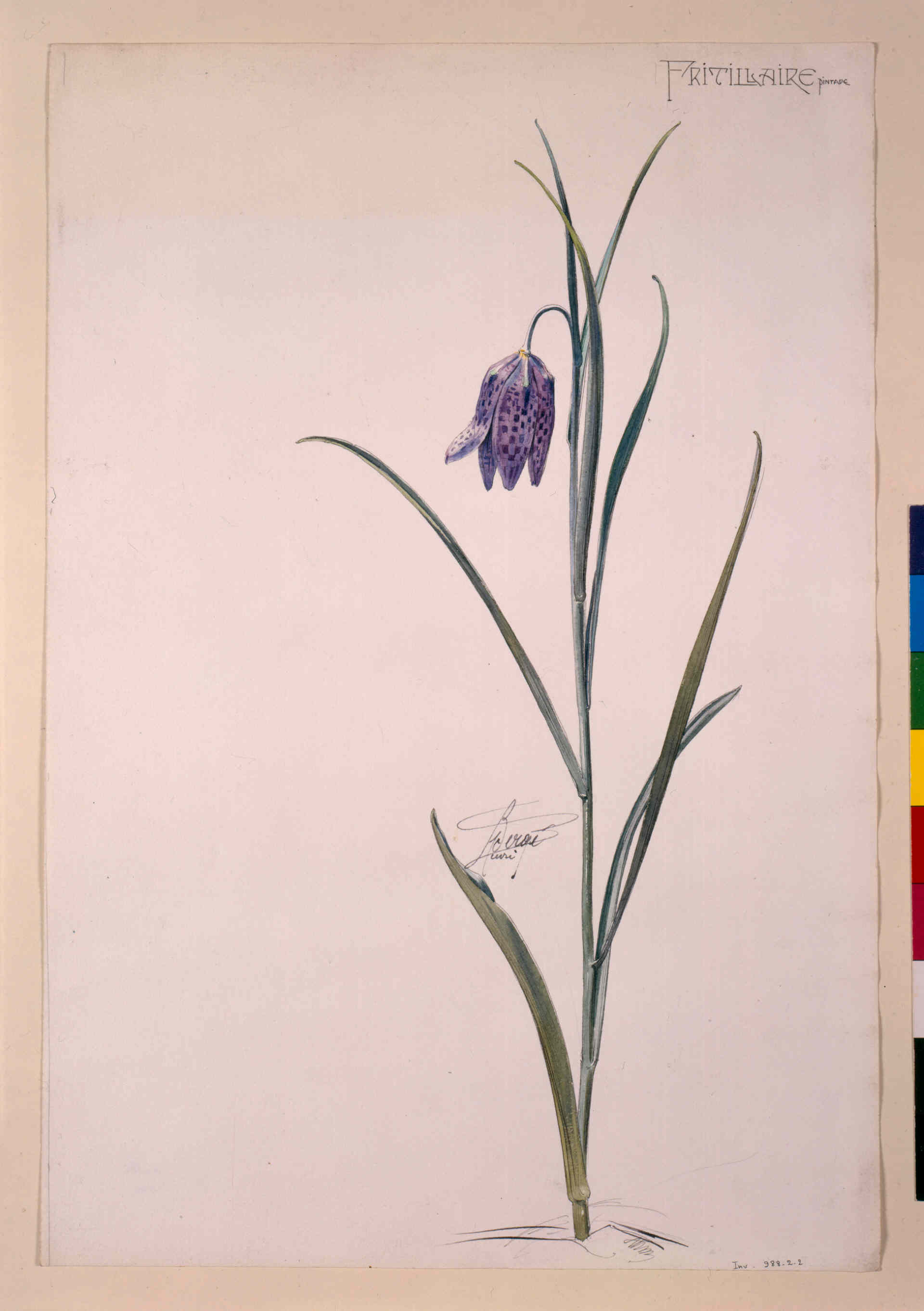
Fritillaire pintade, début du XXe siècle, Henri Bergé, musée de l'Ecole de Nancy.

- Amana Honda (1935) (incluse dans Tulipa par Angiosperm Phylogeny Website)
- Calochortus Pursh (1814)
- Cardiocrinum (Endl.) Lindl., Veg. Kingd. (1847)
- Clintonia Raf. (1818)
- Erythronium L. (1753)
- Fritillaria Tourn. ex L. (1753)
- Gagea Salisb. (1806)
- Lilium Tourn. ex L. (1753)
- Medeola Gronov. ex L. (1753)
- Nomocharis Franch. (1889)
- Notholirion Wall. ex Boiss. (1882)
- Prosartes D.Don (1839)
- Scoliopus Torr., Pacif. Railr. Rep. Parke (1857)
- Streptopus Michx. (1803)
- Tricyrtis Wall. (1826)
- Tulipa L. (1753)

Selon Angiosperm Phylogeny Website (4 juin 2016) :
- Calochortus Pursh
- Cardiocrinum (Endl.) Lindl.
- Clintonia
- Erythronium L.
- Fritillaria L.
- Gagea Salisb.
- Lilium L.
- Medeola L.
- Nomocharis Franch.
- Notholirion Wall. ex Boiss.
- Prosartes D. Don
- Scoliopus Torr.
- Streptopus
- Tricyrtis
- Tulipa L.

Selon NCBI (4 juin 2016) :
- Amana (incluse dans Tulipa par Angiosperm Phylogeny Website)
- Calochortus
- Cardiocrinum
- Clintonia
- Erythronium
- Fritillaria
- Gagea
- Lilium
- Lloydia
- Medeola
- Nomocharis
- Notholirion
- Sandersonia
- Tricyrtis
- Tulipa

Selon DELTA Angio (4 juin 2016) :
- Cardiocrinum
- Erythronium
- Fritillaria
- Gagea
- Lilium
- Lloydia
- Medeola
- Nomocharis
- Notholirion
- Tulipa

Selon d'autres sources[Lesquelles ?] :
- Cardiocrinum
- Erythronium avec la dent de chien
- Fritillaria avec la fritillaire
- Gagea, les gagées
- Lilium avec les lys
- Lloydia
- Medeola avec la Médéole de Virginie
- Nomocharis
- Notholirion
- Tricyrtis avec le Tricyrtis à feuilles larges
- Tulipa avec la tulipe

### Genres enclassification classique de Cronquist (1981)[5]
Selon GBIF (3 juin 2022) :
- Agapanthus L'Her.
- Albucastrum Massalongo
- Allania Meisn.
- Allium L.
- Aloe
- Amana Honda
- Amiantanthus Kunth
- Anguillaraea T.Post & Kuntze
- Asparagopsis
- Asparagus
- Asphodelus
- Autonoe
- Bellevallia
- Botryanthes
- Botryoides N.M.Wolf
- Brachyruscus Cockerell
- Calochortus Pursh
- Cardiocrinum (Endl.) Lindl.
- Chlamyspermum F.Muell.
- Chlamysporum
- Chlorophyton Benth.
- Chlorophytum Ker-Gawl.
- Clintonia Raf.
- Cordyline Adans.
- Cretovarium M.Stopes & Fujii
- Crinanthus Massalongo
- Crinum
- Czackia
- Daviesiu
- Dianella
- Dracaenophyllum Massalongo
- Eritronium Scop.
- Erythronium L.
- Erytronium Scop.
- Fritillaria Tourn.
- Frittillaria Scop.
- Gagea
- Gagia
- Geiseleria
- Gloriosites
- Greenia
- Hemerocallis
- Hookera
- Hosta
- Hypoxis
- Iridrogalvia
- Irillium
- Jrillium Raf.
- Kinia Raf.
- Lemotris Rafinesque
- Lilia
- Liliastrum
- Lilio-Hyacinthus
- Lilium
- Lillium
- Limonanthus
- Liriope
- Liriothaminus
- Litanthes
- Lithanthus
- Litonia
- Lloydia
- Lloiydia
- Lomatobola
- Loucoryne
- Lusuriaga Pers.
- Majanthemum
- Maliga
- Martagon
- Massounia
- Maianthemum
- Medeola
- Methonica
- Millea
- Minderera
- Molium
- Moly
- Monocaryum
- Nerija
- Nolinaea
- Nolinea
- Northolirion
- Northoscordum
- Ophiostachys
- Ophyostachys
- Opnithogalum
- Ornithogalon
- Pachydendron
- Paludaria
- Pentilium
- Peribaea
- Phalangion
- Phalangium
- Phormium
- Phyllantherum
- Pincecnitia
- Pincenectitia
- Pincenictitia
- Pincinectia
- Plaea
- Prosartes
- Protanthera
- Pseudegaltonia
- Ptilium
- Racemaria Raf.
- Rhinopetalum
- Rhipidodendron
- Rhodea
- Rhytidolobus
- Ruscus
- Salomonia
- Schaenoprasum
- Sciophylla
- Scoliopus Torr.
- Sculertia
- Semele
- Skilla Raf.
- Smilacina
- Smilacites
- Soberrbaea
- Sowerbaea
- Sowerbia
- Sparrmania
- Stellaris
- Stoerka Baker
- Strangeveia
- Strangweia
- Strangweya
- Streptopus Michx.
- Subertia
- Terminalis
- Thysanothus Poir.
- Titragyne
- Toffieldia
- Tofielda Pers.
- Trichoryne
- Tricyrtis Wall.
- Tristagma
- Triteleya Phil.
- Tritillaria Sang.
- Tulbachia
- Tulbaghia
- Tulbagia
- Tulipa L.
- Unifolium
- Urginia
- Uropetalum
- Uvulana
- Velheimia
- Velthaeimia
- Whiteheadia
- Wurmbaea

Selon ITIS (15 avr. 2010) :
- Abama
- Agapanthus L'Her.
- Aletris L.
- Allium L.
- Alstroemeria L.
- Amaryllis L.
- Amianthium Gray
- Androstephium Torr.
- Anthericum
- Asparagus L.
- Asphodelus L.
- Astelia Banks & Soland. ex R. Br.
- Bloomeria Kellogg
- Brodiaea Sm.
- Calochortus Pursh
- Camassia Lindl.
- Chamaelirium Willd.
- Chionodoxa Boiss.
- Chlorogalum Kunth
- Chlorophytum Ker-Gawl.
- Clintonia Raf.
- Colchicum L.
- Convallaria L.
- Cooperia Herbert
- Cordyline Comm. ex R. Br.
- Crinum L.
- Curculigo Gaertn.
- Dasylirion Zucc.
- Dianella Lam.
- Dichelostemma Kunth
- Disporum Salisb. ex D. Don
- Dracaena L.
- Echeandia Ortega
- Eremocrinum M.E. Jones
- Erythronium L.
- Eucharis Planch. & Linden
- Fritillaria L.
- Gagea Salisb.
- Galanthus L.
- Gloriosa L.
- Habranthus Herbert
- Harperocallis McDaniel
- Hastingsia S. Wats.
- Helonias L.
- Hemerocallis L.
- Hesperocallis Gray
- Hippeastrum Herbert
- Hosta Tratt.
- Hyacinthoides Medik.
- Hyacinthus L.
- Hymenocallis Salisb.
- Ipheion Raf.
- Kniphofia Moench
- Leucocrinum Nutt. ex Gray
- Leucojum L.
- Lilium L.
- Liriope Lour.
- Lloydia Salisb. ex Reichenb.
- Lophiola Ker-Gawl.
- Lycoris Herbert
- Maianthemum G.H. Weber ex Wiggers
- Maianthenum
- Medeola L.
- Melanthium L.
- Milla Cav.
- Muilla S. Wats. ex Benth.
- Muscari P. Mill.
- Narcissus L.
- Narthecium Huds.
- Nolina Michx.
- Nothoscordum Kunth
- Odontostomum Torr.
- Ophiopogon Ker-Gawl.
- Ornithogalum L.
- Pancratium L.
- Pleea Michx.
- Pleomele Salisb.
- Polygonatum P. Mill.
- Sansevieria Thunb.
- Schoenocaulon Gray
- Schoenolirion Torr. ex Dur.
- Scilla L.
- Scoliopus Torr.
- Smilacina
- Stenanthium (Gray) Kunth
- Sternbergia Waldst. & Kit.
- Streptopus Michx.
- Tofieldia Huds.
- Tricyrtis Wallich
- Trillium L.
- Tristagma Poepp.
- Triteleia Dougl. ex Lindl.
- Triteleiopsis Hoover
- Tulipa L.
- Urginea Steinh.
- Uvularia L.
- Veratrum L.
- Xerophyllium
- Xerophyllum Michx.
- Zephyranthes Herbert
- Zigadenus Michx.

### Sous-familles passées au rang de familles
- Alliaceae
- Colchicaceae avec les colchiques
- Hyacinthaceae
- Melanthiaceae
- etc.[Lesquelles ?]

### Confusions possibles
Certaines espèces de Liliaceae peuvent être confondues avec des espèces de la famille des Amaryllidaceae, par exemple les Nivéoles (genres Leucojum, Galanthus, Acis) sont des Liliaceae en classification classique de Cronquist (1981) et des Amaryllidaceae en classification phylogénétique APG III (2009).